# Asyndetus crassitarsis
Asyndetus crassitarsis är en tvåvingeart som beskrevs av Charles Howard Curran 1926. Asyndetus crassitarsis ingår i släktet Asyndetus och familjen styltflugor. Inga underarter finns listade i Catalogue of Life.